# Hoppin' Mad
Hoppin' Mad, scritto Hopping Mad sulle confezioni, è un videogioco d'azione per Commodore 64, ZX Spectrum e Amstrad CPC sviluppato e pubblicato da Elite Systems nel 1988. Una prima versione del gioco, con meno livelli, era già uscita con il titolo Cataball solo per Commodore 64 nel 1987, all'interno della raccolta Trio. Protagoniste del gioco sono un gruppo di palle rimbalzanti controllate contemporaneamente dal giocatore.
Una versione di Hoppin' Mad per la console NES rimase allo stadio di prototipo.

## Modalità di gioco
Scopo del gioco è quello di guidare un gruppo di quattro palline rimbalzanti nel corso dei 12 livelli, evitando i vari ostacoli posti sul percorso che causano lo scoppio della pallina che vi entra in contatto, e raccogliendo palloncini. Se tutte le palline scoppiano, si perde una vita. Lo scenario è visto di profilo, con scorrimento orizzontale da destra verso sinistra. Le quattro palline sono poste una di fianco all'altra e avanzano costantemente, rimbalzando in modo sfasato, così da formare una sorta di onda.
Gli ostacoli sono vari tipi di creature e oggetti di terra o volanti, come uccelli, piante carnivore, insetti, ricci, che cambiano a seconda dello scenario. Alcune creature possono essere eliminate saltandoci direttamente sopra. Per evitare le collisioni fatali è possibile modificare la velocità orizzontale delle palline tramite il joystick (o anche tastiera su Amstrad e Spectrum), oppure aumentare l'altezza del loro rimbalzo premendo il pulsante di fuoco. Ciascun livello viene superato ogni qualvolta le palle raccolgono 10 palloncini.
Questi sono i 12 livelli di gioco:
1. Lungo la staccionata
2. Spiaggia
3. Sotto il mare
4. Antiche rovine romane
5. Foresta
6. Deserto
7. Artico
8. Foresta notturna
9. Sul mare
10. Tra le nuvole
11. Cintura degli asteroidi nello spazio
12. Pianeta alieno

## Cataball
Di questo gioco è stata prodotta per Commodore 64 anche un'altra versione precedente, chiamata Cataball e pubblicata nel 1987 all'interno della raccolta Trio, nella collana economica Hit-Pak della stessa Elite, insieme ad Airwolf 2 e Great Gurianos. 
Questa versione presenta soli 8 schemi di gioco:
1. Foresta
2. Deserto
3. Artico
4. Foresta notturna
5. Sul mare
6. Tra le nuvole
7. Cintura degli asteroidi nello spazio
8. Pianeta alieno